# Neurofibromina 2
La neurofibromina 2, anche chiamata merlina o schwannomina è una proteina del citoscheletro. Negli esseri umani è codificata da un gene oncosoppressore coinvolto nella patogenesi della neurofibromatosi di tipo 2. L'analisi della sequenza genica rivela una somiglianza alla famiglia delle proteine ERM: moesina, ezrina e radixina. Infatti la denominazione merlina deriva dall'acronimo in lingua inglese di Moesin-Ezrin-Radixin-Like Protein.